# Justiniac
Justiniac település Franciaországban, Ariège megyében. Lakosainak száma 58 fő (2022. január 1.). Justiniac Brie, Durfort és Marliac községekkel határos.

## Népesség
A település népességének változása:
| Lakosok száma | 60   | 36   | 53   | 52   | 51   | 48   | 55   | 57   | 58   | 58   |
|               | 1968 | 1982 | 1990 | 2006 | 2013 | 2015 | 2017 | 2019 | 2020 | 2022 |